# 2002 MN
2002 MN ist ein kleiner erdnaher Asteroid des Apollo-Typs, der am 17. Juni 2002 durch die automatische Himmelsüberwachung LINEAR (Lincoln Near Earth Asteroid Research) entdeckt wurde. Der Durchmesser des Asteroiden wird auf 50 bis 120 Meter geschätzt und seine Masse auf 5,4 · 108 kg.

Nach seiner Entdeckung wurde festgestellt, dass 2002 MN am 14. Juni 2002, also bereits drei Tage vor seiner Entdeckung, in nur etwa 120.000 km Entfernung an der Erde vorbeigeflogen war, wobei die Geschwindigkeit relativ zu dieser etwa 10,6 km/s betragen hatte. Diese Distanz entspricht etwas weniger als einem Drittel der mittleren Entfernung des Mondes und war damit zu diesem Zeitpunkt die zweitnäheste bekannte Annäherung eines Kleinkörpers an die Erde (nach jener von 1994 XM1 acht Jahre zuvor). Diese Tatsache und der Umstand, dass der Asteroid erst drei Tage nach seiner größten Annäherung entdeckt worden war, sorgte für einige Publizität in den Medien.
Der Vorbeiflug von 2002 rangiert auch heute noch unter den nächsten bekannten Annäherungen eines Asteroiden; Bahnbestimmungen haben aber gezeigt, dass 2002 MN auf absehbare Zeit keine Gefahr für die Erde darstellen wird.